# Loja (geslacht)
Loja is een geslacht van rechtvleugeligen uit de familie sabelsprinkhanen (Tettigoniidae). De wetenschappelijke naam van dit geslacht is voor het eerst geldig gepubliceerd in 1898 door Giglio-Tos.

## Soorten
Het geslacht Loja omvat de volgende soorten:
- Loja laevis Giglio-Tos, 1898
- Loja subulata Caudell, 1918